# 靳尚谊
靳尚谊（1934年12月—），男，河南焦作人，中国油画家，师从艾中信、罗工柳，被誉为中国油画新古典主义学派的创始人。现为中央美术学院博士生导师、教授。

## 生平
靳尚谊1953年毕业于中央美术学院绘画系，師從艾中信、羅工柳。1955年與詹建俊等前往苏联在画家康斯坦丁·梅福季耶维奇·马克西莫夫门下学习油画，並逐渐形成了自身独特的风格。1957年结业于马克西莫夫油画训练班，并留在中央美术学院在版画系教授素描课。
1962年调入中央美术学院油画系第一画室任教。1987年至2001年任中央美术学院院长兼油画系教授。

## 奖项和荣誉
靳尚谊作品多次获国内外大奖，并被中国美术馆等机构及个人收藏。

## 社会兼职
曾任中国美术家协会名誉主席，中国文学艺术界联合会副主席，第十一届全国政协常务委员。。